# Con la casa en orden
Con la casa en orden es el 2º CD de estudio de la banda argentina Guasones. El disco fue grabado y mezclado por Guasones y Gustavo Gauvry en 2001 en los estudios Del Cielito Records. El nombre del disco hace referencia irónicamente a la situación de la Argentina en ese entonces. Lleva mucho Rock and Roll y algunos pasajes por el Blues. El disco fue presentado en Cemento con Juanse de Ratones Paranoicos y Black Amaya como invitados. (Fuente: www.mundofanclub.com)
Tras la salida del 1º CD, Guasones, la banda recibió grandes críticas por parte del periodismo, en especial del crítico de rock Esteban Pintos. Ellos le responden en este disco, en el tema Con la casa en orden, con estas líneas:
| Con la casa en orden (2001) No te creas lo que dice el gran "Critic Rock Dintox" Sabe tanto, pero tanto, jaja, tanto de rock! |

## Lista de canciones
Todas las canciones escritas y compuestas por Facundo Soto y José Tedesco. 
| Con la casa en orden |                        |          |  |
| N.º                  | Título                 | Duración |  |
| 1.                   | «Con la casa en orden» | 3:57     |  |
| 2.                   | «Soledad»              | 4:26     |  |
| 3.                   | «Desirée (Parte 1)»    | 4:07     |  |
| 4.                   | «Desirée (Parte 2)»    | 4:09     |  |
| 5.                   | «Josefina»             | 2:52     |  |
| 6.                   | «Bla bla bla»          | 4:57     |  |
| 7.                   | «El rey»               | 2:29     |  |
| 8.                   | «Lady Mary»            | 3:38     |  |
| 9.                   | «Shaila Show»          | 3:46     |  |
| 10.                  | «La Plata 6 AM»        | 4:37     |  |
| 11.                  | «Voy a gritar»         | 4:04     |  |
| 12.                  | «Trago amargo»         | 3:11     |  |
| 46:29                |                        |          |  |